# سرطان غیرپولیپی ارثی روده بزرگ
سرطان غیرپولیپی ارثی رودهٔ بزرگ یا سرطان کولون غیرپولیپی ارثی (انگلیسی: Hereditary nonpolyposis colorectal cancer) که با نام سندرم لینچ (انگلیسی: Lynch syndrome) هم شناخته می‌شود، نوعی بیماری ارثی اتوزومال غالب است که فرد مبتلا را در معرض ابتلا به سرطان روده بزرگ قرار می‌دهد. علاوه بر سرطان روده بزرگ، مبتلایان به این بیماری با خطر بالای ابتلا به سرطان آندومتر، سرطان تخمدان، سرطان معده، سرطان روده کوچک، سرطان کیسه صفرا، بدخیمی‌های دستگاه ادراری فوقانی، تومورهای مغزی و سرطان پوست مواجه هستند. افزایش خطر ابتلا به این سرطان‌ها به دلیل جهش‌های ژنتیکی ارثی است که بازسازی نابرابر دی‌ان‌ای را مختل می‌کند. این بیماری نوعی نشانگان سرطان است. سندرم لینچ نامش را از پزشک آمریکایی هنری تی. لینچ می‌گیرد که این بیماری را نخستین بار در سال ۱۹۶۶ شرح داد.
دیگر سرطان‌های غیرپولیپی ارثی روده بزرگ شامل «سندرم شبه لینچ»، «پولیپوز مرتبط با تصحیح پلیمراز» و «سرطان رودهٔ بزرگ ارثی نوع ایکس» است.

## علائم و نشانه‌ها

### خطر ابتلا به سرطان
خطر مادام‌العمر و میانگین سن بیمار هنگام تشخیص سرطان‌های مرتبط با سندرم لینچ
| نوع سرطان       | خطر مادام‌العمر (درصد) | میانگین سن بیمار هنگام تشخیص |
| سرطان روده بزرگ | ۵۲–۵۸                 | ۴۴–۶۱                        |
| سرطان آندومتر   | ۲۵–۶۰                 | ۴۸–۶۲                        |
| سرطان معده      | ۶–۱۳                  | ۵۶                           |
| سرطان تخمدان    | ۴–۱۲                  | ۴۲٫۵                         |

علاوه بر انواع سرطان موجود در نمودار بالا، مشخص است که سندرم لینچ همچنین در افزایش خطر ابتلا به سرطان روده کوچک، سرطان لوزالمعده، سرطان حالب/لگنچه کلیه و کلانژیوکارسینوما، سرطان مغز و تومورهای غده‌های چربی پوست نقش دارد. افزایش خطر ابتلا به سرطان پروستات و سرطان پستان نیز با سندرم لینچ مرتبط است، اگرچه میزان و چگونگی این ارتباط کاملاً روشن نیست.
دو سوم سرطان‌های روده بزرگ در قسمت‌های ابتدایی روده بزرگ رخ می‌دهد و علائم و نشانه‌های رایج شامل وجود خون در مدفوع، اسهال یا یبوست و کاهش وزن ناخواسته است. میانگین سن تشخیص سرطان کولورکتال برای اعضای خانواده‌هایی که معیارهای آمستردام را دارند ۴۴ سال است. میانگین سن تشخیص سرطان آندومتر حدود ۴۶ سال است. در میان زنان مبتلا به سندرم لینچ که هم سرطان روده بزرگ و هم سرطان آندومتر دارند، حدود نیمی از آنها ابتدا به سرطان آندومتر مراجعه می‌کنند، که سرطان آندومتر را به شایع‌ترین «سرطان نشانگر» در سندرم لینچ تبدیل می‌کند. شایع‌ترین علامت سرطان آندومتر خونریزی غیرطبیعی واژینال است. در سندرم لینچ، میانگین سن تشخیص سرطان معده ۵۶ سال است و آدنوکارسینوم روده‌ای شایع‌ترین پاتولوژی گزارش شده است. سرطان تخمدان مرتبط با سندرم لینچ دارای میانگین سنی تشخیص ۴۲٫۵ سال است. تقریباً ۳۰٪ قبل از ۴۰ سالگی تشخیص داده می‌شوند.
تنوع قابل توجهی در میزان بروز سرطان بسته به نوع جهش ژنی در بیماران گزارش شده است. تا سن ۷۵ سالگی خطر ابتلا به سرطان‌های مختلف بر حسب نوع جهش ژنی در جدول زیر آمده است:
| ژن   | خطر ابتلا به سرطان روده بزرگ | خطر ابتلا به سرطان آندومتر | خطر ابتلا به سرطان تخمدان | خطر ابتلا به مجاری ادراری | خطر ابتلا به سرطان پروستات | خطر ابتلا به تومور مغزی |            |
| MLH1 | ۴۶٪                          | ۴۳٪                        | ۱۰٪                       | ۲۱٪                       | ۸٪                         | ۱۷٪                     | ۱٪         |
| MSH2 | ۵۷٪                          | ۱۷٪                        | ۱۰٪                       | ۲۵٪                       | ۳۲٪                        | ۵٪                      | موجود نیست |
| MSH6 | ۱۵٪                          | ۴۶٪                        | ۱۳٪                       | ۷٪                        | ۱۱٪                        | ۱۸٪                     | ۱٪         |

| Gene       | خطر ابتلا به سرطان تخمدان | خطر ابتلا به سرطان آندومتر |
| ---------- | ------------------------- | -------------------------- |
| MLH1       | ۴–۲۴٪                     | ۲۵–۶۰٪                     |
| MSH2/EPCAM | ۴–۲۴٪                     | ۲۵–۶۰٪                     |
| MSH6       | ۱–۱۱٪                     | ۱۶–۲۶٪                     |
| PMS2       | ۶٪ (خطر ترکیبی)           | ۱۵٪                        |

## تشخیص و غربالگری
تشخیص قطعی این بیماری تنها با انجام آزمایش‌های ژنتیکی و تعیین جهش‌های ژنتیکی دخیل در آن ممکن است. گاهی پزشکان از ایمونوهیستوشیمی برای بررسی ناهنجاری‌های بازسازی نابرابر دی‌ان‌ای استفاده می‌کنند. یک روش دیگر، اثبات وجود MSI-H است. که البته انجام آن به دلیل قیمت زیاد و محدودیت دسترسی به امکانات و تجهیزات تخصصی همیشه مقدور نیست.

### معیارهای آمستردام
از معیارهای آمستردام برای شناسایی مبتلایان پرخطر جهت انجام آزمایش‌های ژنتیک مولکولی استفاده می‌شود:
معیارهای آمستردام I (همه نکات مهم باید رعایت شوند): معیار آمستردام I در سال ۱۹۹۰ منتشر شد. با این حال، به نظر می‌رسد حساسیت کافی تشخیصی ندارند.
- سه یا چند نفر از اعضای خانواده با تشخیص تاییدشده سرطان رودهٔ بزرگ که یکی از آنها از بستگان درجه یک (والدین، فرزند، خواهر و برادر) دو فردِ دیگرِ مبتلا باشد.
- دو نسل متوالی از خانواده متأثر از بیماری باشند.
- یک یا چند سرطان رودهٔ بزرگ که زیر ۵۰ سال تشخیص داده شده است
- بیماری‌شان پولیپ‌های آدنوماتوز خانوادگی (FAP) نباشد.

معیارهای آمستردام II در سال ۱۹۹۹ ایجاد شد و حساسیت تشخیصی سندرم لینچ را با گنجاندن سرطان‌های آندومتر، روده کوچک، حالب و لگنچهٔ کلیه بهبود بخشید.
معیارهای آمستردام II (که همه نکات مهم باید رعایت شوند):
- سه یا چند نفر از اعضای خانواده با تشخیص تاییدشده سرطان رودهٔ بزرگ که یکی از آنها از بستگان درجه یک (والدین، فرزند، خواهر و برادر) دو فردِ دیگرِ مبتلا باشد.
- دو نسل متوالی از خانواده متأثر از بیماری باشند.
- یک یا چند مورد از سرطان‌های مرتبط با سرطان ارثی غیرپولیپ روده بزرگ که زیر ۵۰ سال تشخیص داده شده‌اند
- بیماری‌شان پولیپ‌های آدنوماتوز خانوادگی (FAP) نباشد.

### معیارهای بِـتِسدا
معیارهای بتسدا در سال ۱۹۹۷ ایجاد شد و بعداً در سال ۲۰۰۴ توسط مؤسسهٔ ملی سرطان برای شناسایی افرادی که نیاز به آزمایش بیشتر برای سندرم لینچ از طریق ناپایداری ریزاقماری داشتند، به‌روزرسانی شد. برخلاف معیارهای آمستردام، معیارهای اصلاح شده بتسدا از داده‌های پاتولوژیک علاوه بر اطلاعات بالینی برای کمک به ارائه‌دهندگان مراقبت‌های بهداشتی جهت شناسایی افرادِ در معرضِ خطر استفاده می‌کند.
اگر فردی یکی از ۵ معیار زیر را داشته باشد، تومور (های) فرد باید برای بررسی احتمال ناپایداری ریزاقماری مورد آزمایش قرار گیرند:
- سرطان رودهٔ بزرگ قبل از ۵۰ سالگی تشخیص داده می‌شود
- وجود سرطان‌های همزمان یا غیرهمزمان رودهٔ بزرگ یا سایر سرطان‌های مرتبط با سندرم لینچ (مانند سرطان‌های آندومتر، تخمدان، معده، روده کوچک، لوزالمعده، مجاری صفراوی، حالب، لگنچهٔ کلیه، مغز، غدد چربی، کراتوآکانتوما)
- سرطان رودهٔ بزرگ با پاتولوژی MSI-H در فردی که کمتر از ۶۰ سال سن دارد
- سرطان رودهٔ بزرگ در فردی با یک یا چند بستگان درجه اول مبتلا به سرطان رودهٔ بزرگ یا تومور مرتبط با سندرم لینچ که زیر ۵۰ سال تشخیص داده شده باشد.
- فرد مبتلا به سرطان رودهٔ بزرگ باشد و دو یا چند نفر از خویشاوندان درجه اول یا دوم مبتلا به سرطان رودهٔ بزرگ یا سرطان مرتبط با سندرم لینچ باشند که در هر سنی تشخیص داده شده است.[۲۲][۲۳]

بهتر است سونوگرافی رحم و تخمدان به‌طور سالیانه و کولونوسکوپی از حوالی سنین ۲۵–۲۰ سالگی (هر ۲–۱ سال) برای کسانی که جهش ژنی مرتبط دارند، آغاز شود. برخی پزشکان آزمایش سنجش سطح CA-125 را هم به‌طور سالیانه برای غربالگری سرطان تخمدان انجام می‌دهند. با این حال اطلاعات محدودی در مورد اثربخشی این آزمایش در کاهش مرگ و میر وجود دارد.

## درمان
خط اول درمان این بیماری جراحی است. گاهی لازم است جراحی‌های پیشگیرانه در فرد مبتلا انجام شود؛ مثلاً تخمدان‌ها، رحم و لوله‌های رحمی خارج شوند. در برخی دیگر از بیماران، انجام کولکتومی کامل یا جزئی ضرورت می‌یابد. داروهای مهارکننده وارسی ایمنی PD-1 در مواردی موثرند، به‌ویژه آنهایی که دچار ناپایداری MSI-H هستند.

## همه‌گیرشناسی
اگرچه شیوع دقیق جهش‌های ایجاد کننده سندرم لینچ در جمعیت عمومی ناشناخته باقی مانده است، مطالعات اخیر شیوع آن را ۱ نفر از ۲۷۹ نفر یا ۰٫۳۵٪ تخمین می‌زند. برخی جمعیت‌های نژادی بیش از بقیه در معرض ابتلا به این سندرم هستند از جمله فرانسوی-کانادایی، ایسلندی‌ها، سیاه‌پوستان آمریکا و یهودیان اَشکِـنازی. جهش‌های ایجادکننده سندرم لینچ در تقریباً ۳ درصد از سرطان‌های روده بزرگ تشخیص‌داده‌شده و ۱٫۸ درصد از همه سرطان‌های تشخیص‌داده‌شده آندومتر یافت می‌شود. میانگین سن تشخیص سرطان در بیماران مبتلا به این سندرم ۴۴ سال است در حالی که در افراد بدون سندرم ۶۴ سال است.